# Iraj Harirchi
Iraj Harirchi Tabrizi (persan : ایرج حریرچی تبریزی), né en 1966, est un homme politique iranien.
Il est vice-ministre iranien de la Santé en 2020.